# Itabaiana (kommun i Brasilien, Paraíba)
Itabaiana är en kommun i Brasilien.   Den ligger i delstaten Paraíba, i den östra delen av landet, 1 700 km nordost om huvudstaden Brasília. Antalet invånare är 24 483.
Följande samhällen finns i Itabaiana:
- Itabaiana

Omgivningarna runt Itabaiana är en mosaik av jordbruksmark och naturlig växtlighet. Runt Itabaiana är det ganska tätbefolkat, med 149 invånare per kvadratkilometer.